# Stenoonops portoricensis
Stenoonops portoricensis is een spinnensoort in de taxonomische indeling van de Dwergcelspinnen (Oonopidae).
Het dier behoort tot het geslacht Stenoonops. De wetenschappelijke naam van de soort werd voor het eerst geldig gepubliceerd in 1929 door Petrunkevitch.